# Harm Kuipers
Harm Kuipers (* 22. listopadu 1947 Donderen) je bývalý nizozemský rychlobruslař.
Nizozemských šampionátů se účastnil od roku 1969, na mezinárodní scéně se poprvé objevil v roce 1972, kdy startoval na Mistrovství Evropy. Na ME 1973 získal bronzovou medaili, na Mistrovství světa ve víceboji 1974 medaili stříbrnou. Největších úspěchů dosáhl v sezóně 1974/1975. Nejprve vybojoval na kontinentálním šampionátu stříbro, o několik týdnů později se stal vícebojařským mistrem světa. Po této sezóně ukončil sportovní kariéru.